# Glenda Kozlowski
Glenda Gonçalves dos Reis Kozlowski (Rio de Janeiro, 9 de julho de 1974) é uma repórter esportiva, narradora, apresentadora, empresária e ex-bodyboarder brasileira. Atualmente trabalha na TV Bandeirantes e na rádio BandNews FM.
É sócia na empresa "healthtech" HSPW - Healthy & Safe Place to Work, com Jairo Bouer e Marcelo Nóbrega.

## Carreira
Começou a vida no esporte surfando na modalidade bodyboarding, conquistando cinco campeonatos nacionais e quatro campeonatos mundiais: 1987, este com apenas 13 anos de idade, 1989, 1990 e 1991, entrando para o grupo de maiores campeãs da modalidade.
No ano de 1991, participou do filme Os Trapalhões e a Árvore da Juventude. Apesar do sonho de se tornar uma atriz, acabou seguindo o jornalismo como carreira (apresentadora). Pela indicação e por já ter passado pelo filme dos Trapalhões, em 1992, foi contratada pelo canal de televisão esportivo Top Sport (hoje SporTV) para apresentar o programa "360 Graus".
Em 1996, foi contratada pela TV Globo. Já apresentou o programa esportivo dominical Esporte Espetacular periodicamente.
Glenda já participou da cobertura da Jogos Olímpicos de Verão de 2000 em Sydney, dos Jogos Olímpicos de Verão de 2004 em Atenas, da Copa do Mundo FIFA de 2006 na Alemanha, dos Jogos Olímpicos de Verão de 2008 em Pequim e da Copa do Mundo FIFA de 2010 na África do Sul.
Apresentou o Globo Esporte de São Paulo entre os anos de 2002 a 2007. A partir de janeiro de 2008, esteve à frente da nova fase do Globo Esporte, inicialmente fazendo dupla com Tino Marcos, que saiu do programa em dezembro de 2008, e mais tarde sozinha. Em 2010, foi selecionada para apresentar a nova temporada do reality-show Hipertensão, também da Rede Globo. Com o sucesso na apresentação do programa, Glenda foi convidada a retornar ao Esporte Espetacular e por isso deixou o Globo Esporte. Inicialmente comandou o EE ao lado de de Luís Ernesto Lacombe e Luciana Ávila. Também teve como colegas de programa o ex-jogador de vôlei Tande e os jornalistas Alex Escobar e Ivan Moré.
Em fevereiro de 2011, por conta de Mariana Ferrão apresentar o programa Bem Estar, Glenda apresentou uma temporada do Globo Mar.

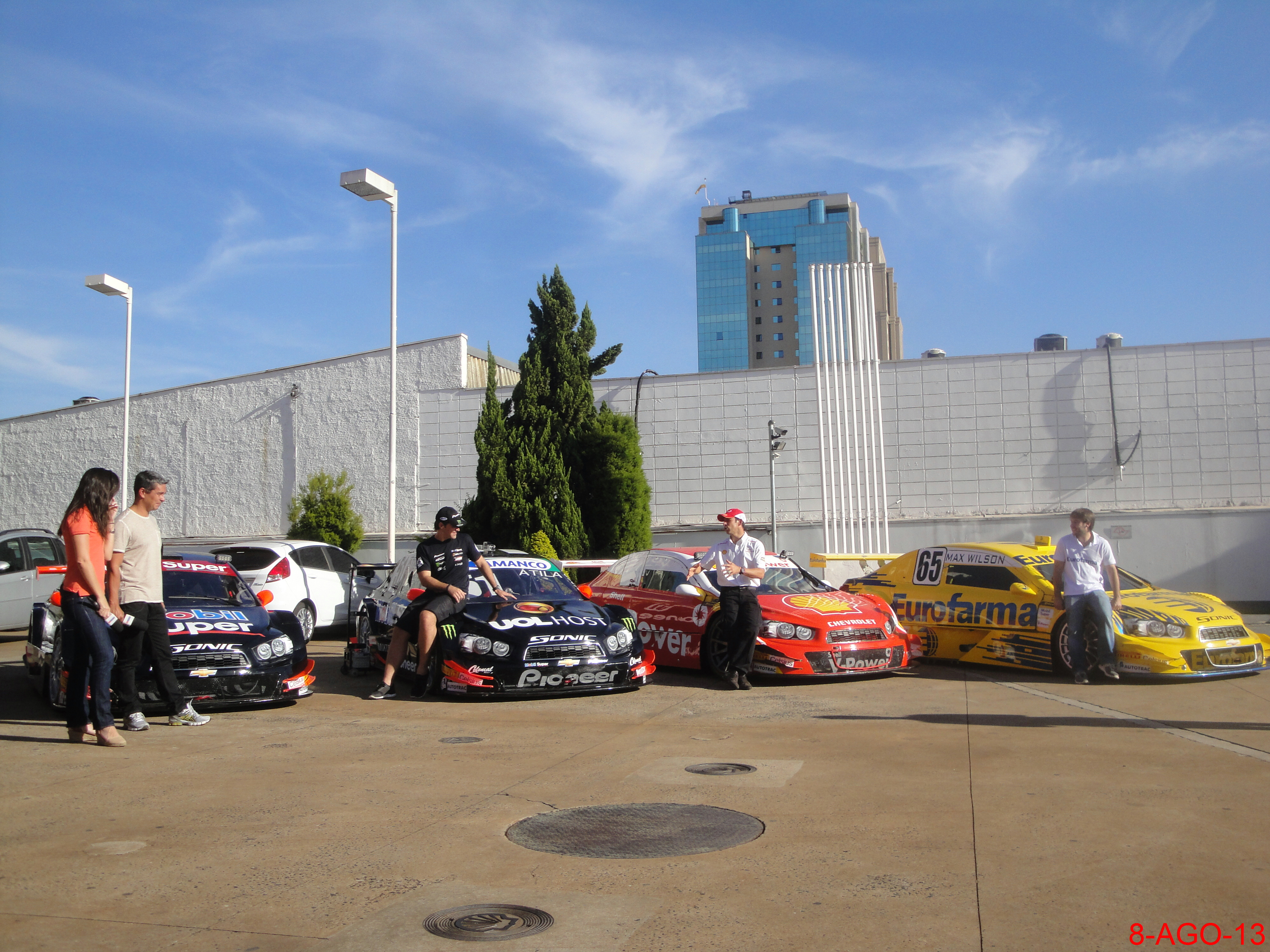
Apresentadores do Esporte Espetacular Glenda Kozlowski e Ivan Moré gravando comercial da Stock Car com os pilotos Átila Abreu, Ricardo Maurício e Hélio Castroneves (2013)

Em 2016 foi escalada para os Jogos Olímpicos de Verão no Rio de Janeiro, para narração da Ginástica Artística e Rítmica. Em 2018 foi escalada para narrar as Olimpíadas de Inverno durante as madrugadas ao vivo na Globo.
No carnaval de 2009, 2010, 2011, 2012 e 2013, Glenda narrou os desfiles das escolas de samba do Rio de Janeiro, ao lado do jornalistas Cléber Machado e Luís Roberto, substituindo a também jornalista Maria Beltrão, tal experiência qualificou Glenda para se tornar a primeira narradora esportiva da Globo.
Glenda também participava das transmissões do Grande Prêmio do Brasil dentro do Esporte Espetacular com reportagens sobre a corrida antes dos eventos da largada.
Em maio de 2018, comandou o especial As Matrioskas, no qual acompanhada das mães de Gabriel Jesus (Vera), Neymar (Nadine) e Fernandinho (Ane), percorreram a Rússia as vésperas da Copa do Mundo FIFA de 2018.
Em janeiro de 2019, foi anunciada como apresentadora no programa Tá na Área no canal fechado SporTV, após 22 anos na Rede Globo.
Anunciou sua saída do Grupo Globo em outubro de 2019, após 23 anos.
Em 6 de novembro de 2019 foi anunciada como nova contratada do SBT para apresentar o reality-show Uma Vida, Um Sonho, com previsão de estreia para 2020. O horário certo não foi definido, mas estava previsto para ir ao ar nas manhãs de domingo da emissora. No entanto, por causa de um desacordo financeiro com a emissora, Glenda anunciou a saída do SBT no dia 27 de junho de 2020, antes mesmo da estreia do reality.
Em 10 de setembro de 2020, Glenda foi anunciada como nova contratada da Rede Bandeirantes. No dia seguinte foi anunciada como nova apresentadora do Show do Esporte.
Em 2021 passou a apresentar um programa na rádio BandNews FM.
Em 3 de julho de 2022, Glenda envolveu-se em situação polêmica após questionar contexto de comentários racistas feitos pelo ex-piloto Nelson Piquet. A repercussão nas redes sociais foram gigantes, contudo pouco tempo depois Glenda solta nota pedindo desculpas sobre seu posicionamento.
Em outubro de 2023, migrou do jornalismo esportivo para a área do entretenimento. Passou a apresentar o programa Melhor da Noite, na Rede Bandeirantes, ao lado de Zeca Camargo, atualmente substituído por Rodrigo Alvarez. Em 7 de fevereiro de 2025, Glenda deixaria o programa após discordar da mudança de horário deste em março devido a estreia da novela Beleza Fatal. Dias depois, a jornalista acabaria aceitando o convite para retornar ao Show do Esporte, depois de ter recusado inicialmente.

## Filmografia
| Ano                      | Nome                | Cargo         | Emissora          |
| ------------------------ | ------------------- | ------------- | ----------------- |
| 1992-96                  | 360° Graus          | Apresentadora | SporTV            |
| 1996-2017                | Esporte Espetacular | Apresentadora | TV Globo          |
| 1996-2010                | Globo Esporte       | Apresentadora | TV Globo          |
| 2010-2011                | Hipertensão         | Apresentadora | TV Globo          |
| 2010-2012                | Globo Mar           | Apresentadora | TV Globo          |
| 2019                     | Tá na Área          | Apresentadora | SporTV            |
| 2020-2023; 2025-presente | Show do Esporte     | Apresentadora | Rede Bandeirantes |
| 2021-2023                | Jornal da Band      | Apresentadora | Rede Bandeirantes |
| 2023-2025                | Melhor da Noite     | Apresentadora | Rede Bandeirantes |

### Prêmios
| Ano  | Prêmio              | Categoria             | Resultado | Ref. |
| ---- | ------------------- | --------------------- | --------- | ---- |
| 2008 | Prêmio Comunique-se | Esporte: Mídia Falada | Venceu    |      |
| 2016 | Prêmio Comunique-se | Esporte: Mídia Falada | Venceu    |      |

## Vida pessoal
É filha de um inglês com uma brasileira e herdou o sobrenome de origem polonesa de um avô. Foi casada, entre 2001 e 2008, com o ex-nadador Cassiano Leal, com quem tem um filho, Eduardo, nascido em 29 de setembro de 2005.
De um relacionamento anterior teve Gabriel, nascido em 4 de janeiro de 1996.
Em 22 de setembro de 2017 casou-se com o dentista e empresário Luis Tepedino, com quem já vivia há oito anos. O casal se separou em 2021.